# Simon Rattle
Sir Simon Denis Rattle (Liverpool, 19 gennaio 1955) è un direttore d'orchestra britannico.
Divenne famoso come direttore dell'Orchestra Sinfonica della Città di Birmingham. Dal 2002 fino al giugno del 2018 è stato Direttore Musicale Generale dei Berliner Philharmoniker, succedendo a Claudio Abbado.

## Primi anni
Dopo i primi studi di pianoforte e violino, ha lavorato come percussionista in varie orchestre. Ammesso nel 1971 alla Royal Academy of Music di Londra, nel 1974, anno del diploma, vinse la John Player Conductor Competition, e fu notato dall'agente Martin Campell-White, che a tutt'oggi cura gli interessi professionali del musicista.

## Carriera nel Regno Unito
Nel 1974 diventa direttore assistente dell'orchestra sinfonica di Bournemouth. Al Glyndebourne Festival Opera debutta nel settembre 1975 dirigendo la Bournemouth Sinfonietta in The Rake's Progress e nel 1977 la London Philharmonic Orchestra in The Cunning Little Vixen di Leoš Janáček. Sempre nel 1977 è direttore assistente della Royal Liverpool Philharmonic.
Nel 1978 dirige la prima esecuzione assoluta nella Queen Elizabeth Hall di Londra della Sinfonia n. 1 di Peter Maxwell Davies.
Ancora a Glyndebourne dirige nel 1978 Così fan tutte, nel 1979 La fedeltà premiata di Franz Joseph Haydn, nel 1981 Ariadne auf Naxos, nel 1982 Der Rosenkavalier, nel 1983 L'amore delle tre melarance, nel 1985 Idomeneo (opera) con John Aler, nel 1986 Porgy and Bess, nel 1987 L'Enfant et les sortilèges e L'Heure espagnole, nel 1989 l'Orchestra of the Age of Enlightenment ne Le nozze di Figaro, nel 1991 Così fan tutte, nel 1994 Don Giovanni (opera), nel 2001 Fidelio e nel 2003 Idomeneo con Magdalena Kožená.
Fu il suo lavoro con l'orchestra di Birmingham dal 1980 al 1998 ad attrarre su di lui l'attenzione dei critici e del pubblico. Non solo infatti divenne famoso lui, ma rese l'orchestra una delle più famose della Gran Bretagna. Quando lasciò l'incarico, era uno dei migliori direttori, e la CBSO era una delle migliori orchestre del mondo. A Birmingham dirige le prime esecuzioni assolute nel 1984 nella Concert Hall of the Barber Institute of Fine Arts di "Through the Rainbow, Palma" di Tōru Takemitsu e nel 1986 nella Great Hall of the Aston University di Birmingham di "Time and Again" di Tristan Murail.
Nel 1982 dirige I sette peccati capitali (balletto) di Weill con la Scottish Chamber Orchestra al Bonar Hall di Dundee e nel 1983 Wozzeck con la Scottish Opera al Theatre Royal di Glasgow. 
Al Teatro alla Scala di Milano diresse la City of Birmingham Symphony Orchestra nel 1985 in un concerto con Yo-Yo Ma.
Nel 1989 dirige la prima esecuzione assoluta completa a Londra di "Odyssey" di Nicholas Maw.
Al Royal Opera House, Covent Garden di Londra debutta nel 1990 con The Cunning Little Vixen di Janáček, nel 2001 dirige Parsifal (opera), nel 2002 Sophie's Choice di Nicholas Maw e nel 2007 Pelléas et Mélisande (opera). Fino al 2010 ha preso parte a 37 rappresentazioni del Covent Garden.
A Salisburgo dirige nel 1992 la City of Birmingham Symphony Orchestra ed il Coro in due concerti, nel 1996 due concerti con i Wiener Philharmoniker, nel 1998 King Roger di Karol Szymanowski con la City of Birmingham Symphony Orchestra ed il Coro e tre concerti con i Birmingham Contemporary Music Group e la CBSO, nel 1999 Les Boréades di Rameau con Barbara Bonney ed Emmanuelle Haïm ed un concerto con Cecilia Bartoli e l'Orchestra of the Age of Enlightenment, nel 2001 tre concerti con Alfred Brendel, nel 2002 dirige il concerto per la celebrazione del decimo anniversario della New Century Chamber Orchestra, nel 2003, 2004 e 2005 due concerti con i Berliner Philharmoniker, nel 2006 un concerto con Dawn Upshaw, nel 2007 la Sinfonia n. 9 (Mahler) ed un concerto con Gidon Kremer, nel 2008 un concerto, nel 2009 Le stagioni (Haydn) con Thomas Quasthoff, nel 2010 un concerto con Karita Mattila, nel 2011 la Sinfonia n. 7 (Mahler), nel 2012 Carmen (opera) con la Kožená e Jonas Kaufmann e due concerti con Yefim Bronfman e nel 2013 quattro concerti.

## Berliner Philharmoniker
Nel 1999 Rattle fu designato successore di Claudio Abbado come direttore principale dell'Orchestra Berliner Philharmoniker. Otteneva così il più prestigioso ruolo di direttore nel mondo. L'assegnazione, basata su una votazione da parte dei membri dell'orchestra, fu controversa, perché molti dei "conservatori" preferivano Daniel Barenboim. Nondimeno, Rattle ottenne l'incarico e rifiutò di firmarlo finché non si fu assicurato l'accordo di tutti i membri.
Dall'inizio del suo incarico, Rattle ha riorganizzato i Berliner Philharmoniker in una fondazione, mettendo cioè le sue attività più sotto il controllo dei membri che dei politici. Il suo primo concerto come direttore dei BP fu il 7 settembre 2002, dirigendo un'esecuzione dell'Asyla di Adès, e della Quinta sinfonia di Mahler, esecuzioni che furono filmate e registrate da EMI.
Al Wiener Staatsoper nel 2005 debutta con Parsifal con Quasthoff e Waltraud Meier e nel 2009 dirige Tristan und Isolde.
Nel maggio 2005 dirige in concerto i Berliner Philharmoniker al Teatro La Fenice di Venezia ed alla Scala.
Al Metropolitan Opera House di New York debutta nel dicembre 2010 dirigendo Pelléas et Mélisande (opera) con la Kožená.
Allo Schiller Theater di Berlino dirige nel 2011 From the House of the Dead di Janáček e L'étoile di Emmanuel Chabrier con la Kožená e nel 2012 Der Rosenkavalier con la Kožená.
Nel 2013 dirige Die Zauberflöte con la Kožená, Nathalie Stutzmann e José van Dam al Festspielhaus Baden-Baden.
Il 21 giugno 2018 dà l'addio alla celebre orchestra tedesca con l'esecuzione della sinfonia n. 6 di Gustav Mahler, per lasciare il podio al suo successore Kirill Petrenko, eletto pochi anni prima dalla stessa orchestra come nuovo direttore principale.

## La carriera dopo i Berliner Philharmoniker
Nel 2015 viene nominato direttore musicale della London Symphony Orchestra, carica che ricoprirà dal 2017 al 2023. A partire dal 2023 assumerà il ruolo di direttore principale della Symphonieorchester des Bayerisches Rundfunks.

## Vita personale
Simon Rattle si è sposato tre volte. Il primo matrimonio è stato con Elise Ross, soprano statunitense, dalla quale ha avuto due figli: Sacha, che è un clarinettista ed Eliot, che è un pittore. Dopo 15 anni di matrimonio la loro relazione è terminata con il divorzio. Un anno dopo ha sposato la scrittrice di Boston Candace Allen, matrimonio che si è concluso dopo che Rattle ha iniziato una relazione con il mezzosoprano ceco Magdalena Kožená. I due si sono sposati nel 2008 e hanno tre figli: Jonas, Milos e Anežka.

## Discografia parziale
La discografia di Rattle è quanto mai variegata: egli ha diretto musica di molte epoche, ma è principalmente noto come interprete del repertorio tardo romantico e del Novecento. Si è occupato tra il resto di Brahms (Ein deutsches Requiem), Bruckner (la Sinfonia n. 4), Debussy (La Mer), Dvořák (i poemi sinfonici), Gershwin (Porgy and Bess), Holst (The Planets), Mahler (le sinfonie, in maniera particolarmente notevole la seconda e la nona).
- Adams, Harmonielehre - Sir Simon Rattle, 1994 EMI
- Adès, Asyla - Birmingham Contemporary Music Group/City of Birmingham Symphony Orchestra/Sir Simon Rattle, 2004 EMI
- Bartók: Double Piano Concerto, Double Piano Sonata - City of Birmingham Symphony Orchestra/Marielle Labeque/Sir Simon Rattle, 2005 EMI
- Beethoven, The Piano Concertos - Alfred Brendel/Sir Simon Rattle/Wiener Philharmoniker, 1999 Philips
- Beethoven, Fidelio - Sir Simon Rattle/Berliner Philharmoniker/Rainer Trost, 2003 EMI
- Beethoven, Symphonies 1 & 3 - Sir Simon Rattle, 2003 EMI
- Beethoven, Symphonies 4 & 6 - Sir Simon Rattle/Wiener Philharmoniker, 2003 EMI
- Beethoven, Symphony No. 9 - Sir Simon Rattle, 2003 EMI
- Beethoven, Symphonies 1-9 - Sir Simon Rattle, 2003 EMI
- Beethoven: Symphony no. 5 in C minor/Brahms: Violin Concerto in D - Sir Simon Rattle/Kyung Wha Chung/Wiener Philharmoniker, 2001 EMI
- Berlioz, Symphonie Fantastique - Sir Simon Rattle/Berliner Philharmoniker, 2008 Warner
- Bernstein, Wonderful Town (Soundtrack from the Musical) - Sir Simon Rattle/Birmingham Contemporary Music Group, 2009 EMI
- Bizet, Carmen - Sir Simon Rattle/Berliner Philharmoniker, 2012 Warner
- Brahms, Piano Concerto No. 1 - Berliner Philharmoniker/Krystian Zimerman/Sir Simon Rattle, 2005 Deutsche Grammophon
- Brahms, Complete Symphonies - Sir Simon Rattle/Berliner Philharmoniker, 2009 EMI
- Britten: Les Illuminations, Serenade for Tenor, Horn & Strings, Nocturne - Ian Bostridge/Berliner Philharmoniker/Sir Simon Rattle, 2005 EMI
- Britten, the Young Person's Guide to the Orchestra - City of Birmingham Symphony Orchestra/Sir Simon Rattle, 1996 EMI
- Bruckner, Symphony No. 4 - Sir Simon Rattle, 2007 Warner/EMI
- Bruckner: Symphony No. 9 - Four Movement Version - Sir Simon Rattle/Berliner Philharmoniker, 2012 EMI
- Debussy, La Mer - Sir Simon Rattle/Berliner Philharmoniker, 2005 Warner/EMI
- De Falla: El Retablo de Maese Pedro, Harpsichord Concerto & Psyche - John Constable/London Sinfonietta/Sir Simon Rattle, 1980 Decca
- Dvorak, Tone Poems - Berliner Philharmoniker/Sir Simon Rattle, 2005 EMI
- Elgar, Il sogno di Geronte, City of Birmingham Symphony Orchestra, 1987, EMI
- Gershwin, Porgy & Bess - Bruce Hubbard/Cynthia Clarey/Cynthia Haymon/Glyndebourne Festival Chorus/Gregg Baker/Harolyn Blackwell/London Philharmonic Orchestra/Marty Simpson/Sir Simon Rattle, 2005 EMI
- Grieg & Schumann: Klavierkonzerte - Lars Vogt/City of Birmingham Symphony Orchestra/Sir Simon Rattle, 2012 EMI
- Haydn: Symphonies Nos. 88-92, Sinfonia Concertante - Berliner Philharmoniker/Sir Simon Rattle, 2007 Warner
- Haydn: Symphonies nos 86, 102 & 22 'The Philosopher' - Sir Simon Rattle/City of Birmingham Symphony Orchestra, 2006 EMI
- Holst, The Planets - Sir Simon Rattle, 2006 EMI
- Janácek, The Cunning Little Vixen - Orchestra of the Royal Opera House, Covent Garden/Sir Simon Rattle, 2003 Chandos
- Janácek: Sinfonietta & Glagolitic Mass - Sir Simon Rattle, 1988 EMI
- Mahler, Symphony No. 2 - Sir Simon Rattle/Berliner Philharmoniker/Kožená, 2010 Warner
- Mahler, Symphony No. 2 - Arleen Auger/City of Birmingham Symphony Chorus/City of Birmingham Symphony Orchestra/Dame Janet Baker/Sir Simon Rattle, 2006 EMI Great Recordings of the Century
- Mahler, Symphonie No. 3 & Des Knaben Wunderhorn - City of Birmingham Symphony Orchestra/Sir Simon Rattle, 1988 EMI
- Mahler, Symphony No. 5 - Sir Simon Rattle/Berliner Philharmoniker, 2002 EMI
- Mahler, Symphony 6 - City of Birmingham Symphony Orchestra/Sir Simon Rattle, 2005 EMI
- Mahler, Symphony No. 7 - City of Birmingham Symphony Orchestra/Sir Simon Rattle, 2005 EMI
- Mahler, Symphony No. 8 - Sir Simon Rattle, 2010 EMI
- Mahler, Symphony No. 9 - Sir Simon Rattle/Berliner Philharmoniker, 2007 EMI
- Mahler, Symphony No. 10 - Berliner Philharmoniker/Sir Simon Rattle, 2000 EMI - Grammy Award for Best Orchestral Performance 2001
- Mahler, Das Lied Von Der Erde - City of Birmingham Symphony Orchestra/Sir Simon Rattle, 2007 EMI
- Messiaen, Éclairs sur l'au-delà... - Sir Simon Rattle/Berliner Philharmoniker, 2004 Warner/EMI
- Mozart, Concert Arias - Magdalena Kožená/Orchestra of the Age of Enlightenment/Sir Simon Rattle, 2006 Deutsche Grammophon
- Mozart, Così Fan Tutte - Alison Hagley/Ann Murray/Choir Of The Age Of Enlightenment/Gerald Finley/Kurt Streit/Orchestra of the Age of Enlightenment/Sir Simon Rattle/Thomas Allen, 2005 EMI
- Mussorgsky, Pictures at an Exhibition - Berliner Philharmoniker/Sir Simon Rattle, 2008 EMI
- Nielsen: Clarinet & Flute Concertos, Wind Quintet - Berliner Philharmoniker/Emmanuel Pahud/Sabine Meyer/Sir Simon Rattle, 2007 EMI
- Orff, Carmina Burana - Sir Simon Rattle/Berliner Philharmoniker, 2005 Warner/EMI
- Prokofiev: Piano Concerto No. 3 - Bartók: Piano Concerto No. 2 - Lang Lang/Berliner Philharmoniker/Sir Simon Rattle, 2013 Sony
- Prokofiev: Symphony No. 5 in B-Flat, Ala Et Lolly - City of Birmingham Symphony Orchestra/Sir Simon Rattle, 2007 EMI
- Prokofiev - Tchaikovsky: Piano Concertos - Andrei Gavrilov/London Symphony Orchestra/Sir Simon Rattle, 2005 EMI
- Rachmaninov, Symphonic Dances & The Bells - Sir Simon Rattle/Berliner Philharmoniker, 2013 Warner
- Rachmaninov - Symphony No. 2, Op. 27 - Sir Simon Rattle/Los Angeles Philharmonic Orchestra, 1999 EMI
- Ravel, L'enfant Et Les Sortileges - Sir Simon Rattle/Berliner Philharmoniker, 2009 Warner
- Ravel, Daphnis et Chloé - Boléro - Sir Simon Rattle, 1992 EMI
- Schoenberg, Webern & Berg: Orchestral Music - Sir Simon Rattle/City of Birmingham Symphony Orchestra, 1989 EMI
- Schubert, Symphony No. 9 'The Great' - Sir Simon Rattle/Berliner Philharmoniker, 2006 Warner/EMI
- Shostakovich - Prokofiev: Violin Concertos - Berliner Philharmoniker/Sarah Chang/Sir Simon Rattle, 2006 EMI
- Shostakovich, Symphonies No. 1 & 14 - Berliner Philharmoniker/Sir Simon Rattle, 2006 Warner/EMI
- Strauss: Ein Heldenleben Op. 40, Le Bourgeois Gentilhomme Op. 60 - Berliner Philharmoniker/Sir Simon Rattle, 2006 Warner
- Stravinsky, Le sacre du printemps (The Rite of Spring) - Sir Simon Rattle/Berliner Philharmoniker, 2013 Warner
- Stravinsky, Symphonies - Sir Simon Rattle/Berliner Philharmoniker, 2008 EMI
- Stravinsky, The Ballets - Sir Simon Rattle/City of Birmingham Symphony Orchestra, 2009 EMI
- Szymanowski, Violin Concertos Nos. 1 & 2 - City of Birmingham Symphony Orchestra/Silke Avenhaus/Sir Simon Rattle/Thomas Zehetmair, 2004 EMI
- Szymanowski: Stabat Mater, Litany to the Virgin Mary, Symph. No. 3 "Song of the Night" - City of Birmingham Symphony Chorus/City of Birmingham Symphony Orchestra/Sir Simon Rattle, 2006 EMI Great Recordings of the Century
- Szymanowski, King Roger & Symphony No. 4 (Sinfonia Concertante) - CBSO Chorus/City of Birmingham Symphony Orchestra/Leif Ove Andsnes/Sir Simon Rattle, 2005 EMI
- Syzmanowski, Symphony No. 4 and Violin Concertos Nos. 1 & 2 - Sir Simon Rattle, 2004 EMI
- Tchaikovsky, The Nutcracker - Sir Simon Rattle/Berliner Philharmoniker, 2010 EMI
- Kozená, Love and longing: Lieder di Dvorak, Ravel e Mahler - Rattle/BPO, 2011 Deutsche Grammophon
- Rattle: Bartok - Sir Simon Rattle, 2008 EMI
- Rattle Edition: Beethoven - Sir Simon Rattle/Wiener Philharmoniker, 2010 EMI
- Rattle Edition: Britten - Sir Simon Rattle, 2009 EMI
- Rattle Edition: Stravinsky - Sir Simon Rattle, 2009 EMI
- Rattle: Szymanowski - Sir Simon Rattle, 2008 EMI
- Rattle - The Jazz Album - A Tribute to Jazz Age - Harvey And The Wallbangers/Jeremy Taylor/John Harle/London Sinfonietta/Michael Collins/Peter Donohoe/Sir Simon Rattle, 1987 EMI
- Classic Ellington - Simon Rattle, 2000 EMI
- Doyle, Henry V/Enrico V (film 1989) - City of Birmingham Symphony Orchestra/Sir Simon Rattle, 1989 EMI
- Perfume - The Story of a Murderer/Profumo - Storia di un assassino - Berliner Philharmoniker/Sir Simon Rattle, 2006